# Amblyseiulella omei
Amblyseiulella omei är en spindeldjursart som först beskrevs av Wu och Li 1984.  Amblyseiulella omei ingår i släktet Amblyseiulella och familjen Phytoseiidae. Inga underarter finns listade i Catalogue of Life.